# Milis
Milis (sardinski: Mìris) je grad i općina (comune) u pokrajini Oristanu u regiji Sardiniji, Italija. Nalazi se na nadmorskoj visini od 72 metra i ima 1 555 stanovnika.
 Prostire se na 18,67 km². Gustoća naseljenosti je 83 st/km².
Susjedne općine su: Bauladu, Bonarcado, San Vero Milis, Seneghe i Tramatza.